# Бирск
Бирск (на башкирски: Бөрө) е град, административен център на Бирски район, автономна република Башкирия, Русия. Населението му към 1 януари 2018 година е 46 379 души.